# Ноксвил (Пенсилванија)
Ноксвил (енгл. Knoxville) град је у америчкој савезној држави Пенсилванија.

## Демографија
По попису из 2010. године број становника је 629, што је 12 (1,9%) становника више него 2000. године.
| Група             | 2000.       | 2010.       |
| Белци             | 613 (99,4%) | 621 (98,7%) |
| Афроамериканци    | 0 (0,0%)    | 0 (0,0%)    |
| Азијати           | 0 (0,0%)    | 1 (0,2%)    |
| Хиспаноамериканци | 2 (0,3%)    | 0 (0,0%)    |
| Укупно            | 617         | 629         |